# Campionato europeo maschile under 19 di pallavolo 2011
Il campionato europeo pre-juniores di pallavolo maschile 2011 si è svolto dal 16 al 24 aprile 2009 ad Ankara, in Turchia. Al torneo hanno partecipato 12 squadre nazionali europee e la vittoria finale è andata per la prima volta alla Serbia.

## Qualificazioni
Hanno partecipato al campionato europeo pre-juniores la nazionale del paese ospitante, la prima classificata al campionato europeo pre-juniores 2009 e dieci squadre provenienti dai gironi di qualificazioni.

## Impianti
|                                                                  |                                                                             |
|                                                                  |                                                                             |
| Bestepe Sports Hall Città: Ankara Capienza: - Anno d'apertura: - | Başkent Volleyball Hall Città: Ankara Capienza: 7.600 Anno d'apertura: 2010 |

## Regolamento
Le squadre sono state divise in due gironi, disputando un girone all'italiana: al termine della prima fase, le prime due classificate di ogni girone hanno acceduto alle semifinali per il primo posto, mentre la terza e la quarta classificata di ogni girone hanno acceduto alle semifinali per il quinto posto.

## Gironi
| Girone A                                       | Girone B                                        |
| ---------------------------------------------- | ----------------------------------------------- |
| Belgio Finlandia Francia Russia Spagna Ucraina | Bulgaria Germania Grecia Polonia Serbia Turchia |

## Fase finale

### Finali 1º - 3º posto
|  | Semifinali | Semifinali | Semifinali |        |         | 1º/2º posto | 1º/2º posto | 1º/2º posto |  |
|  |            |            |            |        |         |             |             |             |  |
|  | Russia     | Russia     | 2          |        |         |             |             |             |  |
|  | Russia     | Russia     | 2          |        |         |             |             |             |  |
|  | Francia    | Francia    | 3          |        |         |             |             |             |  |
|  | Francia    | Francia    | 3          |        | Francia | Francia     | 2           |             |  |
|  |            |            |            |        | Francia | Francia     | 2           |             |  |
|  |            |            | Serbia     | Serbia | 3       |             |             |             |  |
|  | Serbia     | Serbia     | Serbia     | Serbia | 3       | 3           |             |             |  |
|  | Serbia     | Serbia     |            |        |         | 3           |             |             |  |
|  | Bulgaria   | Bulgaria   | 0          |        |         | 3º/4º posto | 3º/4º posto | 3º/4º posto |  |
|  | Bulgaria   | Bulgaria   | 0          |        |         |             |             |             |  |
|  |            |            |            |        |         |             |             |             |  |
|  |            |            |            |        |         | Russia      | Russia      | 3           |  |
|  |            |            |            |        |         | Russia      | Russia      | 3           |  |
|  |            |            |            |        |         | Bulgaria    | Bulgaria    | 1           |  |

### Finali 5º - 7º posto
|  | Semifinali | Semifinali | Semifinali |        |        | 5º/6º posto | 5º/6º posto | 5º/6º posto |  |
|  |            |            |            |        |        |             |             |             |  |
|  | Belgio     | Belgio     | 0          |        |        |             |             |             |  |
|  | Belgio     | Belgio     | 0          |        |        |             |             |             |  |
|  | Grecia     | Grecia     | 3          |        |        |             |             |             |  |
|  | Grecia     | Grecia     | 3          |        | Grecia | Grecia      | 1           |             |  |
|  |            |            |            |        | Grecia | Grecia      | 1           |             |  |
|  |            |            | Spagna     | Spagna | 3      |             |             |             |  |
|  | Spagna     | Spagna     | Spagna     | Spagna | 3      | 3           |             |             |  |
|  | Spagna     | Spagna     |            |        |        | 3           |             |             |  |
|  | Turchia    | Turchia    | 2          |        |        | 7º/8º posto | 7º/8º posto | 7º/8º posto |  |
|  | Turchia    | Turchia    | 2          |        |        |             |             |             |  |
|  |            |            |            |        |        |             |             |             |  |
|  |            |            |            |        |        | Turchia     | Turchia     | 2           |  |
|  |            |            |            |        |        | Turchia     | Turchia     | 2           |  |
|  |            |            |            |        |        | Belgio      | Belgio      | 3           |  |

## Podio

### Campione
Formazione: 1 Uroš Kovačević, 2 Radovan Medenica, 3 Luka Medić, 4 Lazar Ilinčić, 5 Nikola Veljović, 6 Aleksa Brđović, 8 Milan Katić, 9 Aleksandar Okolić, 11 Mihajlo Stanković, 12 Dimitrije Pantić, 13 Siniša Žarković, 14 Aleksandar Blagojević, CT: -

### Secondo posto
Formazione: 1 Thomas Le Vot, 2 Quentin Richard, 4 Geoffrey Pauly, 5 Quentin Jouffroy, 6 Antoine Brizard, 7 Trévor Clévenot, 8 Thibault Rossard, 10 Nicolas Massacrier, 12 Jhon Wendt, 14 Soané Falafala, 15 Kévin Kaba, 16 Médéric Henry, CT: Jean-Manuel Leprovost

### Terzo posto
Formazione: 1 Vladimir Makarov, 2 Pavel Pankov, 3 Ivan Demakov, 4 Artem Anoshko, 5 Taras Chekhonadskikh, 7 Georgiy Kochetov, 8 Vladimir Chivel, 10 Cheslav Sventiskis, 11 Ilia Nikitin, 12 Andrey Minin, 13 Sergey Nikitin, 17 Stanislav Masilev, CT: -

## Classifica finale
| Classifica | Squadre   |
| ---------- | --------- |
|            | Serbia    |
|            | Francia   |
|            | Russia    |
| 4          | Bulgaria  |
| 5          | Spagna    |
| 6          | Grecia    |
| 7          | Belgio    |
| 8          | Turchia   |
| 9          | Polonia   |
| 10         | Ucraina   |
| 11         | Germania  |
| 12         | Finlandia |